# Coppa Bruno Mussolini
La Coppa Bruno Mussolini è stata una competizione cestistica italiana che si è disputato tra il 1935 e il 1943 per le squadre di Seconda Divisione, sia maschili che femminili. Ha avuto carattere nazionale.
Queste le squadre iscritte anno per anno: 16 nel 1935, 38 nel 1936, 54 nel 1937, 80 nel 1938, 174 nel 1939, 180 nel 1940, 136 nel 1941, 695 nel 1942 e 761 nel 1943.

## Albo d'oro

### Maschile
- 1935: S.G. Roma
- 1936: S.S. Lazio
- 1937: S.S. Parioli
- 1938: S.S. Parioli
- 1939: Gil 2º Gruppo Napoli
- 1940: Gil Napoli
- 1941: Caserma Romagnoli
- 1942: Caserma Romagnoli
- 1943: 40º Reggimento Fanteria Napoli[3]

### Femminile
- 1936: S.G. Roma
- 1937: S.S. Parioli
- 1938: Guf Roma
- 1939: S.S. Parioli
- 1940: Guf Napoli
- 1941: Guf Roma
- 1942: Dop. Sade Cellina Venezia
- 1943: Gil Firenze[3]